# غتشسر
غتشسر هي قرية في مقاطعة كرج، إيران. عدد سكان هذه القرية هو 133 في سنة 2006.